# 日本国憲法第79条
日本国憲法 第79条（にほんこく〈にっぽんこく〉けんぽうだい79じょう）は、日本国憲法の第6章にある条文であり、最高裁判所の裁判官、国民審査、定年、報酬について規定している。

## 沿革

### 憲法改正要綱
なし

### GHQ草案
「GHQ草案」、国立国会図書館「日本国憲法の誕生」。

#### 日本語
第七十一条
最高法院ハ首席判事及国会ノ定ムル員数ノ普通判事ヲ以テ構成ス右判事ハ凡ヘテ内閣ニ依リ任命セラレ不都合ノ所為無キ限リ満七十歳ニ到ルマテ其ノ職ヲ免セラルルコト無カルヘシ但シ右任命ハ凡ヘテ任命後最初ノ総選挙ニ於テ、爾後ハ次ノ先位確認後十暦年経過直後行ハルル総選挙ニ於テ、審査セラルヘシ若シ選挙民カ判事ノ罷免ヲ多数決ヲ以テ議決シタルトキハ右判事ノ職ハ欠員ト為ルヘシ
右ノ如キ判事ハ凡ヘテ定期ニ適当ノ報酬ヲ受クヘシ報酬ハ任期中減額セラルルコト無カルヘシ

#### 英語
Article LXXI.
The Supreme Court shall consist of a chief justice and such number of associate justices as may be determined by the Diet. :All such justices shall be appointed by the Cabinet and shall hold office during good behavior but not after the attainment of the age of 70 years, provided however that all such appointments shall be reviewed at the first general election held following the appointment and thereafter at every general election held immediately following the expiration of ten calendar years from the next prior confirmation. Upon a majority vote of the electorate not to retain the incumbent the office shall become vacant.
All such justices shall receive, at regular, stated intervals, adequate compensation which shall not be decreased during their terms of office.

### 憲法改正草案要綱
「憲法改正草案要綱」、国立国会図書館「日本国憲法の誕生」。

第七十五
最高裁判所ハ法律ノ定ムル員数ノ裁判官ヲ以テ之ヲ構成シ此等ノ裁判官ハ凡テ内閣ニ於テ之ヲ任命シ満七十歳ニ達シタル時退官スルモノトスルコト
最高裁判所ノ裁判官ノ任命ハ其ノ任命後最初ニ行ハルル衆議院議員総選挙ノ際国民ノ審査ニ付シ爾後十年ヲ経過シタル後最初ニ行ハルル衆議院議員総選挙ノ際更ニ審査ニ付シ其ノ後ニ於テ亦同ジキコト
前項ノ場合ニ於テ投票者ノ多数ガ裁判官ノ罷免ヲ可トスルトキハ当該裁判官ハ罷免セラルベキモノトスルコト
審査ニ関スル事項ハ法律ヲ以テ之ヲ定ムルコト
此等ノ裁判官ハ凡テ定期ニ適当ノ報償ヲ受クルモノトス此ノ報償ハ在任中之ヲ減額スルコトヲ得ザルコト

### 憲法改正草案
「憲法改正草案」、国立国会図書館「日本国憲法の誕生」。

第七十五条
最高裁判所は、法律の定める員数の裁判官でこれを構成し、その裁判官は、すべて内閣でこれを任命し、法律の定める年齢に達した時に退官する。
最高裁判所の裁判官の任命は、その任命後初めて行はれる衆議院議員総選挙の際国民の審査に付し、その後十年を経過した後初めて行はれる衆議院議員総選挙の際更に審査に付し、その後も同様とする。
前項の場合において、投票者の多数が裁判官の罷免を可とするときは、その裁判官は、罷免される。
審査に関する事項は、法律でこれを定める。
最高裁判所の裁判官は、すべて定期に相当額の報酬を受ける。この報酬は、在任中、これを減額することができない。

## 解説
最高裁判所の長たる裁判官（最高裁判所長官）の任命は、天皇によって行われる（日本国憲法第6条2項）。最高裁判所の裁判官の員数は、発足以来長官を含めて15名であるが、当該人数については法律での規定に委ねられている（裁判所法5条3項）。
本条2項から4項までの規定は、最高裁判所裁判官の国民審査に関する規定であり、最高裁判所裁判官国民審査法に詳細は規定される。裁判官の罷免に関する規定は日本国憲法第78条に規定されているが、最高裁判所の裁判官については、通常の分限・弾劾の方法に加えて憲法上明文にて国民審査において罷免を可とする意見が多数の場合に罷免される旨が規定されている。
最高裁判所の裁判官の定年についても法律事項であり、裁判所法により70歳と規定されている（裁判所法50条）。なお、高等・地方・家庭裁判所の裁判官の定年は65歳と規定されている（同条）。

## 判例
- 最高裁判所裁判官国民審査の効力に関する異議（最高裁判例 昭和27年02月20日）憲法79条1項，憲法79条4項，憲法15条，憲法19条，憲法21条
- 在外日本人国民審査権訴訟（最高裁判例 令和4年5月25日）